# 真田志ん
真田 志ん（さなだ しん、1883年〈明治16年〉11月23日 - 1975年〈昭和50年〉11月27日）は、八橋流の箏曲伝承者。

## 経歴
- 1883年、真田勘解由家（真田信就を祖とする松代藩真田家の分家旗本）の信忠（真田稔?）の娘として長野県松代町に生まれる[1]。
- 1969年、日本国の記録作成等の措置を講ずべき無形文化財「八橋流箏曲」の保持者に選択される。
- 1975年没。菩提寺は乾徳寺。

## 人物・逸話
- 松代における八橋流は幕末に真田幸貫が藩士に銘じて譜本を作らせ、真田勘解由家が三冊を伝承していた。
- 夫は五明亘。婿養子として真田姓となる。
- 父方の祖母の由婦とその妹で母方の祖母でもある横田亀代(横田秀雄、小松謙次郎、和田英の母)から八橋流箏曲を学んだ。亀代子は音楽の才に恵まれ、八橋流筝曲の奥伝を受けたほか、三味線、長唄も独学で身につけていた[2]。
- 八橋流箏曲は娘の叔子に伝承されたのち、叔子の死去により八橋流宗家はとしては消滅したが、その門下生による八橋流筝曲保存会によって伝承されている[3][4]。